# Casa de Moneda de México

De Casa de Moneda de México is het nationale munthuis van Mexico in Mexico-stad en het oudste munthuis van Amerika. De Casa de Moneda werd gesticht op 11 mei 1535 door de Spaanse vicekoning Antonio de Mendoza. Het munthuis werd gebouwd bovenop Moctezuma's Casa Denegrida. De Mexicaanse Munt slaat de munten van de Mexicaanse peso.